# Juan José Cabezudo
 (mars 2025).
Juan José Cabezudo, également connu sous le nom de « El maricón » ou « Comesuelas », né vers 1800 et mort en 1860, est un cuisinier afro-péruvien qui tenait un stand de nourriture sur la Plaza Mayor de Lima, pendant la première moitié du XIXe siècle. Des voyageurs comme Max Radiguet, des écrivains comme Ricardo Palma, des peintres costumbristas comme Pancho Fierro et Francisco Javier Cortés (es), et le studio photographique d'Eugène Courret représentent Juan José. Son nom devient synonyme de « pédé » dans la presse politique péruvienne du XIXe siècle, qui parle de l'énorme visibilité de ce personnage, connu dans l'histoire comme la première figure péruvienne ouvertement homosexuelle.

## Biographie

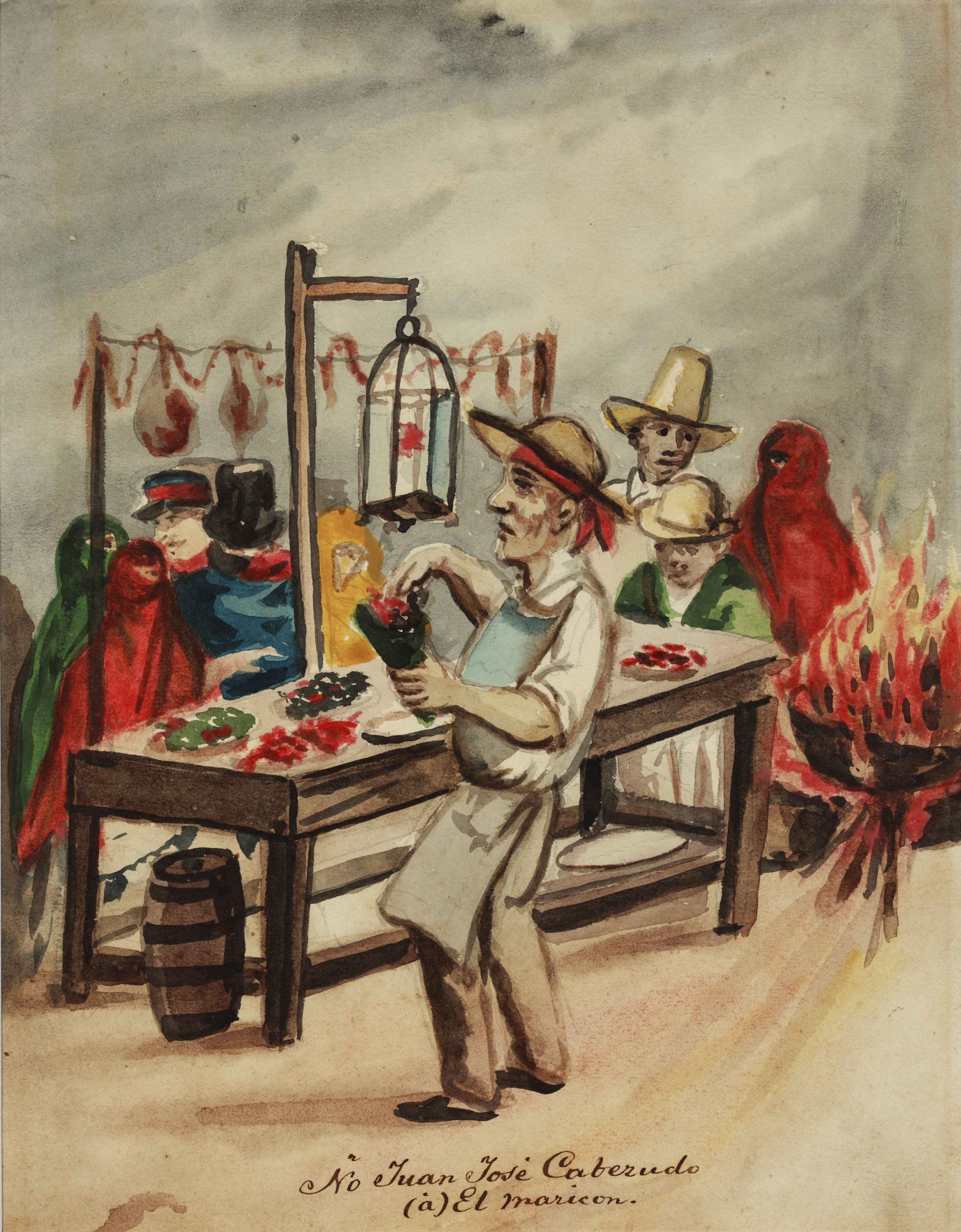
Pancho Fierro, Ño Juan José Cabezudo, alias El maricon.

Bien que l'on sache peu de choses sur les débuts de Cabezudo, il est connu comme étant d'origine africaine. Cependant, plus de détails sont documentés sur sa carrière et sa personnalité. Cabezudo est un chef cuisinier qui possède un stand de nourriture de rue sur le portail Escribanos, un endroit très proche de la Plaza Mayor de Lima, où il sert des plats typiques du Pérou, notamment des tamales,. Il a également un stand de nourriture à la sortie des arènes d'Acho. Lorsque Simón Bolívar quitte le Pérou, Cabezudo est chargé de préparer le dîner d'adieu.
Les stands de nourriture de Cabezudo sont alors très connus à Lima et il connaît un succès commercial. Néanmoins, il joue une grande partie de ses gains dans des jeux de hasard au spa Chorrillos. Son homosexualité est également évoquée par des écrivains et des journalistes au cours de sa vie. Selon l'historienne Magally Alegre, Lima au XIXe siècle est une ville où les hommes homosexuels peuvent mener une vie relativement ouverte. 

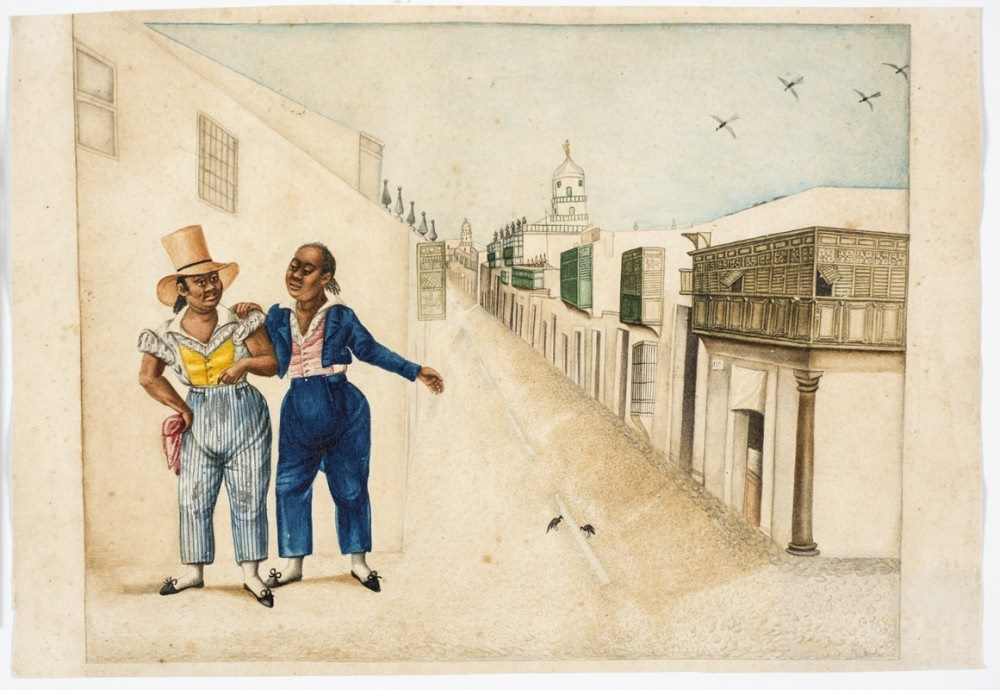
Juan José Cabezudo avec son ami Francisco Javier Cortés

La vie de Cabezudo est relatée pour la première fois par l'historien péruvien Ricardo Palma, qui écrit une courte biographie sur sa renommée, son homosexualité et son travestissement,. 
L'écrivain voyageur Max Radiguet fait lui aussi le récit de sa vie. Il est également représenté dans une série d'aquarelles de Francisco Fierro, ainsi que Francisco Javier Cortés, et est photographié par Eugène Courret.